# Економічний університет в Братиславі
Економічний університет у Братиславі (словацькою. Ekonomická univerzita v Bratislave)  — найстаріший виш економічної спрямованості в Словаччині. Виник у 1940 як приватна Вища комерційна школа в Братиславі (Vysoká obchodná škola v Bratislave (VOŠ)). У 1945 р. був націоналізований і перейменований в Словацьку вищу комерційну школу. У 1949 р. назва була замінена на Вища школа господарських наук, а у 1952 р. — на Вища економічна школа. Нинішню назву було присвоєно у 1992 р.

## Факультети
Економічний університет в Братиславі складається з семи факультетів:
- Факультет народного господарства
- Факультет комерції
- Факультет господарської інформатики
- Факультет підприємницького менеджменту
- Факультет міжнародних відносин
- Факультет прикладних мов
- Господарсько-підприємницький факультет у м. Кошицях